# سامی (اسکاندیناوی)
مردم سامی (به انگلیسی: Sami یا Saami) از مردمان بومی ساکن منطقه قطبی موسوم به ساپمی (Sápmi) هستند، که امروزه شامل بخش‌هایی از دوردست‌های شمالی سوئد، نروژ، فنلاند، شبه جزیره کولا روسیه، و منطقه مرزی بین جنوب و میانه سوئد و نروژ می‌شود.
سامیان تنها مردم بومی اسکاندیناوی هستند که تحت کنوانسیون‌های بین‌المللی به رسمیت شناخته شده‌اند، و از این رو شمالی‌ترین مردم بومی اروپا به‌شمار می‌آیند. زبان‌های این مردم یعنی زبان‌های سامی از شاخه اورالی است.
به طور سنتی، سامی ها انواع معیشت را دنبال می کنند، از جمله ماهیگیری ساحلی، شکار حیوانات خزدار و گله داری. بیشترین چیزی که به آن شناخته شده اند, گله داری و پرورش گوزن شمالی است.به دلایل سنتی، زیست محیطی، فرهنگی و سیاسی،  نگه داری گله های گوزن شمالی به طور قانونی فقط برای افراد سامی در بعضی مناطق کشورهای شمال اروپا محفوظ است.

## نگارخانه

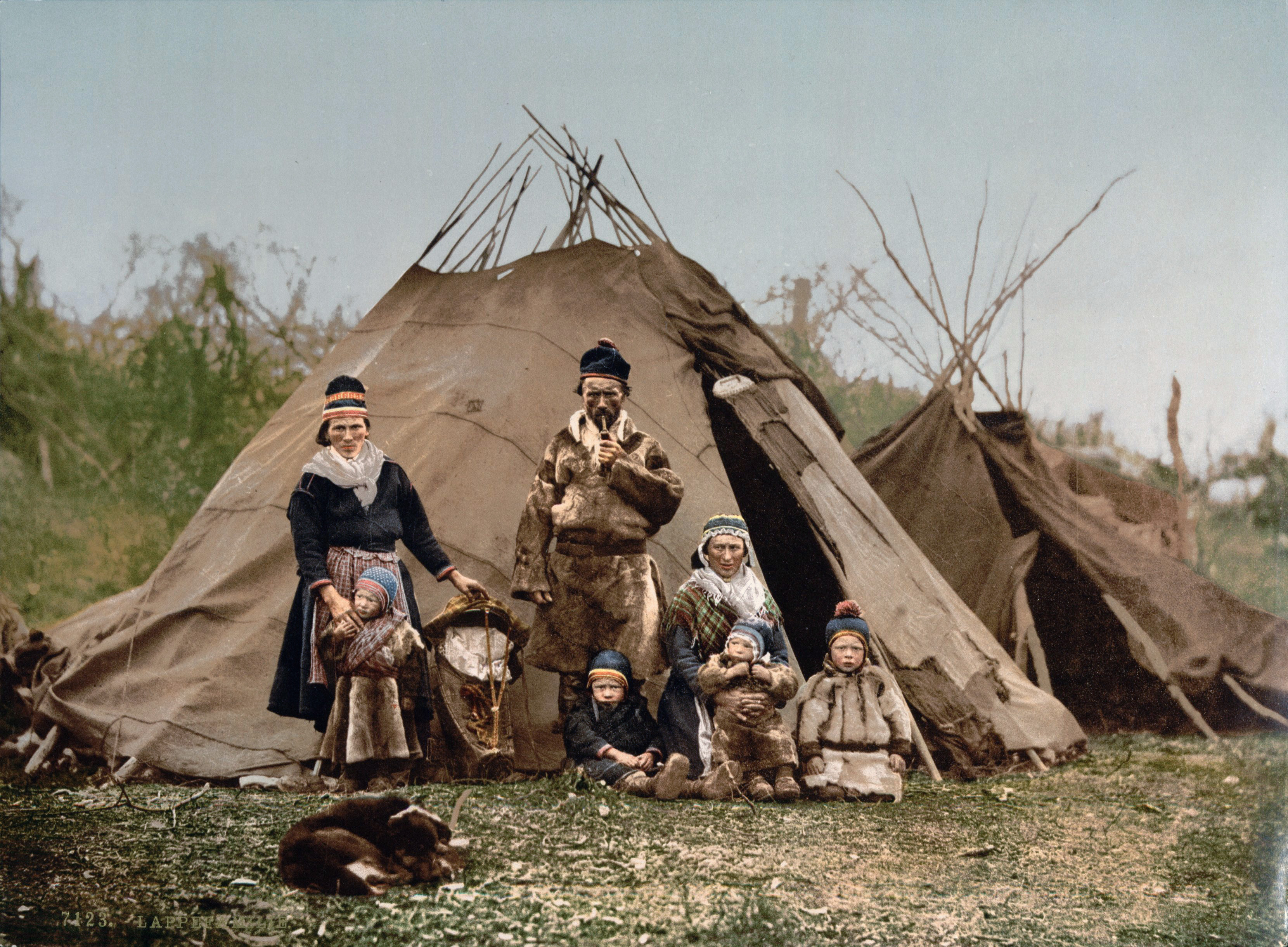
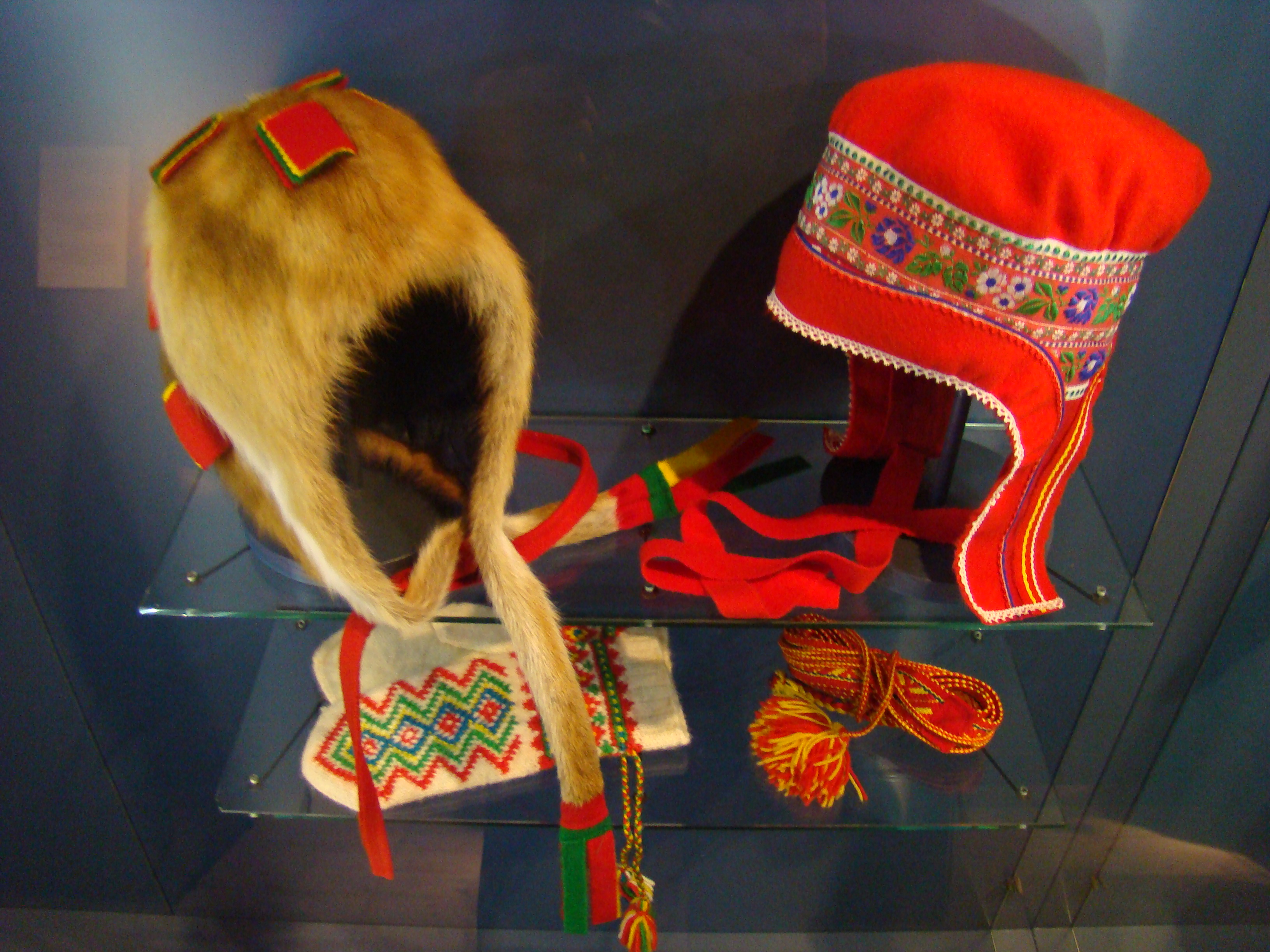
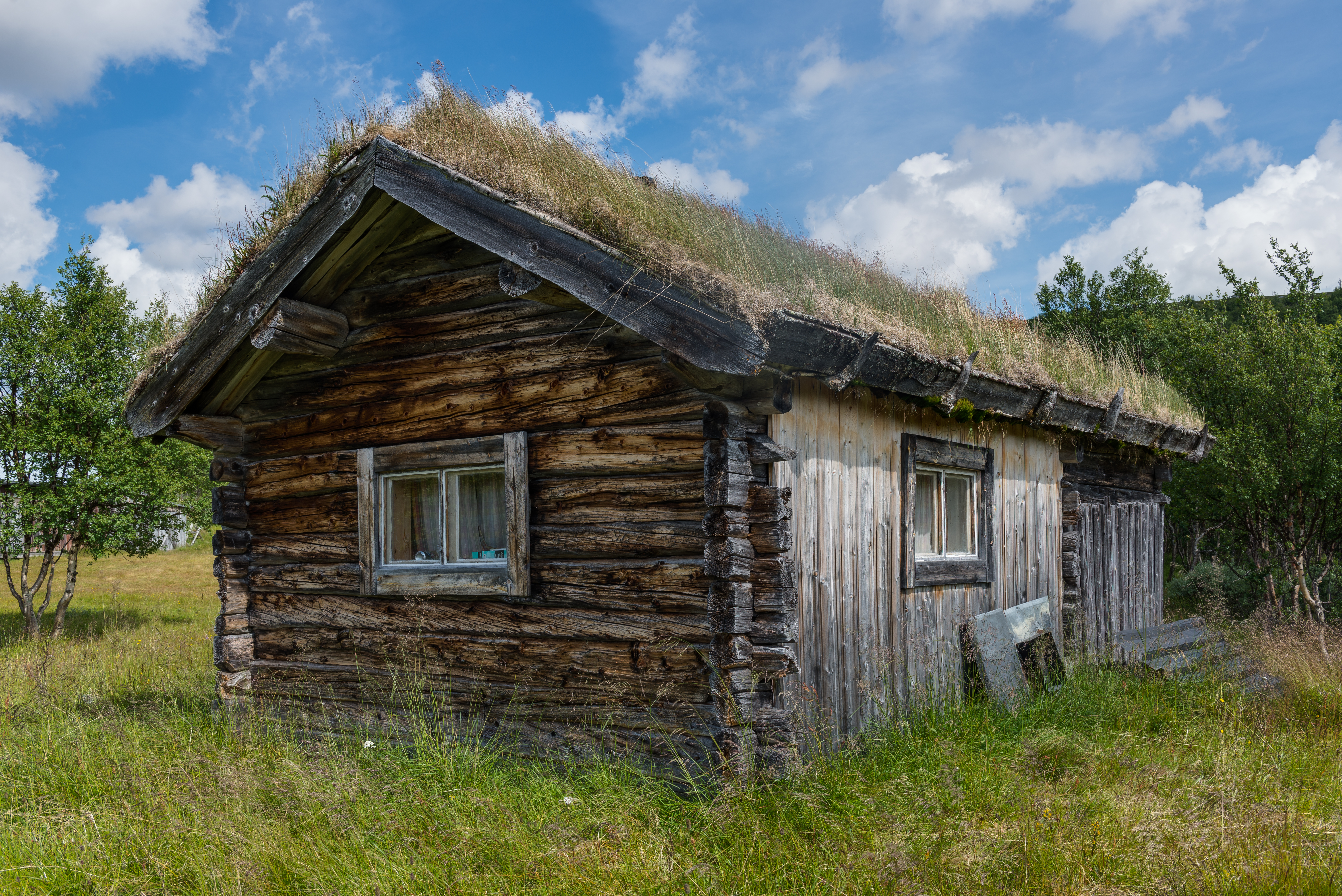
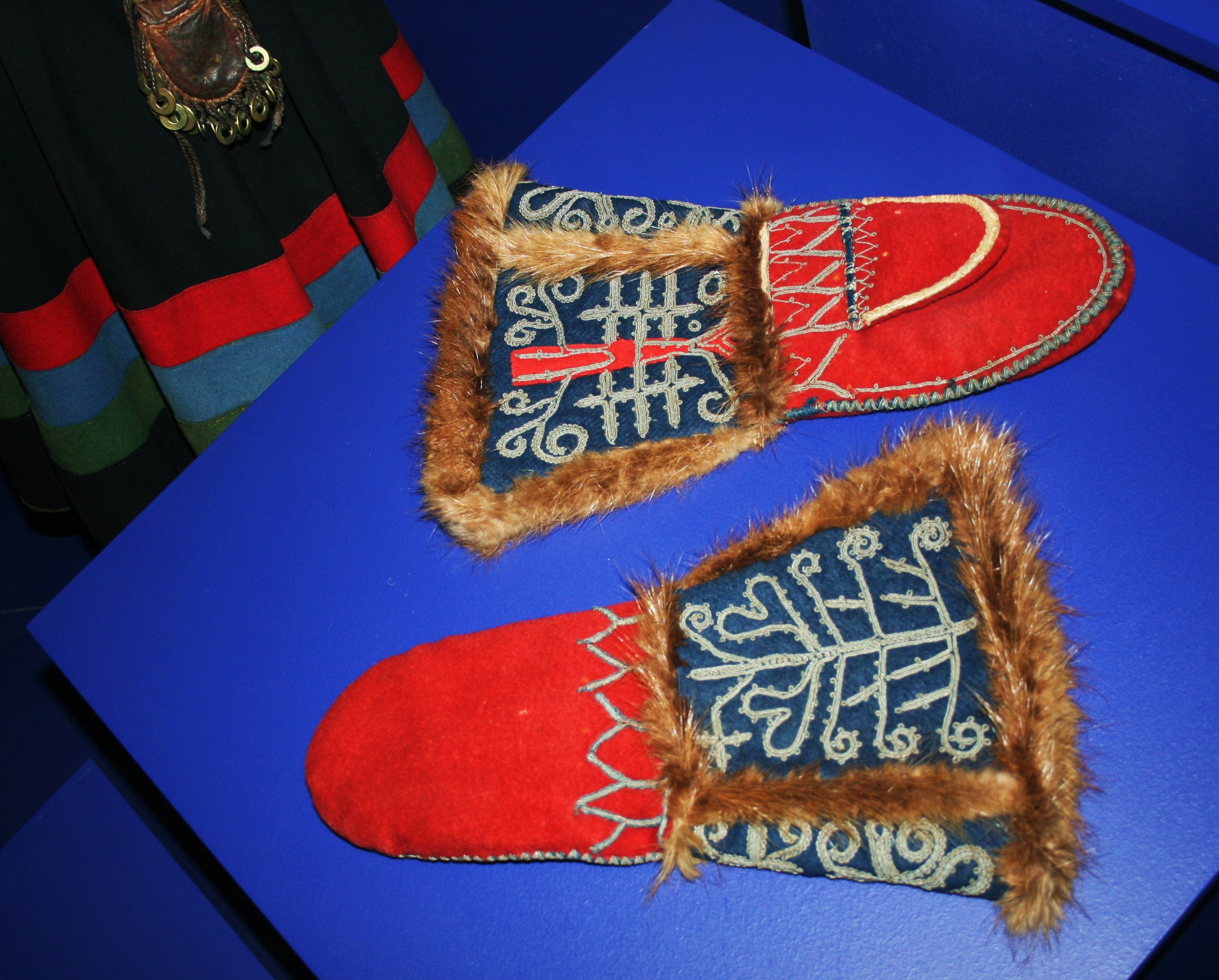